# Faramea pedunculata
Faramea pedunculata är en måreväxtart som först beskrevs av Cornelis Eliza Bertus Bremekamp, och fick sitt nu gällande namn av Piero G. Delprete. Faramea pedunculata ingår i släktet Faramea och familjen måreväxter. Inga underarter finns listade i Catalogue of Life.